# Three Rivers (Oregon)
Three Rivers és una concentració de població designada pel cens dels Estats Units a l'estat d'Oregon. Segons el cens del 2000 tenia 2.445 habitants.

## Demografia
Segons el cens del 2000, Three Rivers tenia 2.445 habitants, 991 habitatges, i 709 famílies. La densitat de població era de 99,5 habitants per km².
Dels 991 habitatges en un 32% hi vivien nens de menys de 18 anys, en un 59,2% hi vivien parelles casades, en un 8,4% dones solteres, i en un 28,4% no eren unitats familiars. En el 20,1% dels habitatges hi vivien persones soles el 5,7% de les quals corresponia a persones de 65 anys o més que vivien soles. El nombre mitjà de persones vivint en cada habitatge era de 2,47 i el nombre mitjà de persones que vivien en cada família era de 2,81.
Per edats la població es repartia de la següent manera: un 24,5% tenia menys de 18 anys, un 5,6% entre 18 i 24, un 31,5% entre 25 i 44, un 26,9% de 45 a 60 i un 11,5% 65 anys o més.
L'edat mediana era de 39 anys. Per cada 100 dones de 18 o més anys hi havia 103,8 homes.
La renda mediana per habitatge era de 33.939 $ i la renda mediana per família de 36.464 $. Els homes tenien una renda mediana de 30.585 $ mentre que les dones 25.063 $. La renda per capita de la població era de 19.410 $. Aproximadament el 14,1% de les famílies i el 16,8% de la població estaven per davall del llindar de pobresa.

## Poblacions més properes
El següent diagrama mostra les poblacions més properes.